# Paramiana smaragdina
Paramiana smaragdina är en fjärilsart som beskrevs av Berthold Neumoegen 1883. Paramiana smaragdina ingår i släktet Paramiana och familjen nattflyn. Inga underarter finns listade i Catalogue of Life.